# Mistrzostwa Świata w Piłce Nożnej 2022 (eliminacje strefy CONCACAF)/Runda finałowa
Runda finałowa jest trzecią rundą eliminacji do Mistrzostw Świata 2022. Składa się z ośmiu reprezentacji. Pięć uzyskało awans automatyczny przez swoją pozycję w rankingu FIFA:
- Meksyk
- Stany Zjednoczone
- Kostaryka
- Jamajka
- Honduras

Pozostałe trzy zakwalifikowały się, wygrywając dwie poprzednie rundy:
- Salwador
- Kanada
- Panama

Każda drużyna rozegra z każdą dwa mecze (u siebie i na wyjeździe). Mecze rozpoczną się we wrześniu 2021. Pierwsze trzy zespoły awansują na Mundial 2022. Czwarta drużyna zagra w barażach interkontynentalnych.

## Grupa finałowa
| Lp. | Drużyna           | M  | Mecze | Mecze | Mecze | Bramki | Bramki | Bramki | Pkt |
| Lp. | Drużyna           | M  | W     | R     | P     | +      | −      | +/−    | Pkt |
| --- | ----------------- | -- | ----- | ----- | ----- | ------ | ------ | ------ | --- |
| 1.  | Kanada            | 14 | 8     | 4     | 2     | 23     | 7      | +16    | 28  |
| 2.  | Meksyk            | 14 | 8     | 4     | 2     | 17     | 8      | +9     | 28  |
| 3.  | Stany Zjednoczone | 14 | 7     | 4     | 3     | 21     | 10     | +11    | 25  |
| 4.  | Kostaryka         | 14 | 7     | 4     | 3     | 13     | 8      | +5     | 25  |
| 5.  | Panama            | 14 | 6     | 3     | 5     | 17     | 19     | −2     | 21  |
| 6.  | Jamajka           | 14 | 2     | 5     | 7     | 12     | 22     | −10    | 11  |
| 7.  | Salwador          | 14 | 2     | 4     | 8     | 8      | 18     | −10    | 10  |
| 8.  | Honduras          | 14 | 0     | 4     | 10    | 7      | 26     | −19    | 4   |

## Mecze

### 1. kolejka
| 3 września 2021 02:00 CEST | Kanada · Larin 66' (k.) | 1:1(0:1)Raport | Honduras · 40' (k.) A. López | BMO Field, Toronto Widzów: 14 822 Sędzia: Fernando Guerrero |
|                            |                         |                |                              |                                                             |

| 3 września 2021 03:00 CEST | Panama | 0:0(0:0)Raport | Kostaryka | Estadio Rommel Fernández, Panama Widzów: 14 000 Sędzia: Iván Barton |
|                            |        |                |           |                                                                     |

| 3 września 2021 04:00 CEST | Meksyk · Vega 50' · Martín 89' | 2:1(0:0)Raport | Jamajka · 65' Nicholson | Estadio Azteca, Meksyk Widzów: 0 Sędzia: Selvin Brown |
|                            |                                |                |                         |                                                       |

| 3 września 2021 04:00 CEST | Salwador | 0:0(0:0)Raport | Stany Zjednoczone | Estadio Cuscatlán, San Salvador Widzów: 29 000 Sędzia: Juan Gabriel Calderon |
|                            |          |                |                   |                                                                              |

### 2. kolejka
| 6 września 2021 00:00 CEST | Jamajka | 0:3(0:2)Raport | Panama · 14' Andrade · 39' Blackburn · 81' Waterman | Independence Park, Kingston Widzów: 0 Sędzia: Ismael Cornejo |
|                            |         |                |                                                     |                                                              |

| 6 września 2021 01:00 CEST | Salwador | 0:0(0:0)Raport | Honduras | Estadio Cuscatlán, San Salvador Widzów: 25 000 Sędzia: Walter López |
|                            |          |                |          |                                                                     |

| 6 września 2021 01:00 CEST | Kostaryka | 0:1(0:1)Raport | Meksyk · 45+1' (k.) Pineda | Stadion Narodowy Kostaryki, San José Widzów: 2 200 Sędzia: Ismail Elfath |
|                            |           |                |                            |                                                                          |

| 6 września 2021 02:00 CEST | Stany Zjednoczone · Aaronson 55' | 1:1(0:0)Raport | Kanada · 62' Larin | Nissan Stadium, Nashville Widzów: 43 028 Sędzia: Oshane Nation |
|                            |                                  |                |                    |                                                                |

### 3. kolejka
| 9 września 2021 01:30 CEST | Kanada · Hutchinson 6' · David 11' · Buchanan 59' | 3:0(2:0)Raport | Salwador | BMO Field, Toronto Widzów: 15 000 Sędzia: Ricardo Montero |
|                            |                                                   |                |          |                                                           |

| 9 września 2021 03:00 CEST | Kostaryka · Marín 3' | 1:1(1:0)Raport | Jamajka · 47' Nicholson | Stadion Narodowy Kostaryki, San José Widzów: 16 000 Sędzia: Drew Fischer |
|                            |                      |                |                         |                                                                          |

| 9 września 2021 03:00 CEST | Panama · Blackburn 28' | 1:1(1:0)Raport | Meksyk · 76' Corona | Estadio Rommel Fernández, Panama Widzów: 3 000 Sędzia: Mario Escobar |
|                            |                        |                |                     |                                                                      |

| 9 września 2021 04:00 CEST | Honduras · Moya 27' | 1:4(1:0)Raport | Stany Zjednoczone · 48' A. Robinson · 75' Pepi · 86' Aaronson · 90+3' Lletget | Estadio Olímpico Metropolitano, San Pedro Sula Widzów: 31 000 Sędzia: Fernando Hernández Gómez |
|                            |                     |                |                                                                               |                                                                                                |

### 4. kolejka
| 8 października 2021 01:30 CEST | Stany Zjednoczone · Pepi 49', 62' | 2:0(0:0)Raport | Jamajka | Q2 Stadium, Austin Widzów: 20 500 Sędzia: Reon Radix |
|                                |                                   |                |         |                                                      |

| 8 października 2021 02:00 CEST | Honduras | 0:0(0:0)Raport | Kostaryka | Estadio Olímpico Metropolitano, San Pedro Sula Widzów: 19 000 Sędzia: Mario Escobar |
|                                |          |                |           |                                                                                     |

| 8 października 2021 03:40 CEST | Meksyk · Sánchez 21' | 1:1(1:1)Raport | Kanada · 42' Osorio | Estadio Azteca, Meksyk Widzów: 61 200 Sędzia: Ismael Cornejo |
|                                |                      |                |                     |                                                              |

| 8 października 2021 04:00 CEST | Salwador · Hernández 37' | 1:0(1:0)Raport | Panama | Estadio Cuscatlán, San Salvador Widzów: 10 000 Sędzia: Oshane Nation |
|                                |                          |                |        |                                                                      |

### 5. kolejka
| 11 października 2021 00:00 CEST | Jamajka | 0:0(0:0)Raport | Kanada | Independence Park, Kingston Widzów: 0 Sędzia: Keylor Herrera |
|                                 |         |                |        |                                                              |

| 11 października 2021 00:00 CEST | Kostaryka · Ruiz 52' · Borges 58' (k.) | 2:1(0:1)Raport | Salwador · 12' Henríquez | Stadion Narodowy Kostaryki, San José Widzów: 5 000 Sędzia: Said Martínez |
|                                 |                                        |                |                          |                                                                          |

| 11 października 2021 00:00 CEST | Panama · Godoy 54' | 1:0(0:0)Raport | Stany Zjednoczone | Estadio Rommel Fernández, Panama Widzów: 21 000 Sędzia: César Arturo Ramos |
|                                 |                    |                |                   |                                                                            |

| 11 października 2021 01:00 CEST | Meksyk · Córdova 18' · Funes Mori 76' · Lozano 86' | 3:0(1:0)Raport | Honduras | Estadio Azteca, Meksyk Widzów: 70 000 Sędzia: Ismail Elfath |
|                                 |                                                    |                |          |                                                             |

### 6. kolejka
| 14 października 2021 01:00 CEST | Stany Zjednoczone · Dest 25' · Moreira 66' (sam.) | 2:1(1:1)Raport | Kostaryka · 1' Fuller | Lower.com Field, Columbus Widzów: 20 165 Sędzia: Daneon Parchment |
|                                 |                                                   |                |                       |                                                                   |

| 14 października 2021 01:30 CEST | Kanada · Murillo 28' (sam.) · Davies 66' · Buchanan 71' · David 78' | 4:1(1:1)Raport | Panama · 5' Blackburn | BMO Field, Toronto Widzów: 26 622 Sędzia: Armando Villarreal |
|                                 |                                                                     |                |                       |                                                              |

| 14 października 2021 02:00 CEST | Honduras | 0:2(0:1)Raport | Jamajka · 38' Roofe · 79' Fisher | Estadio Olímpico Metropolitano, San Pedro Sula Sędzia: Bryan López |
|                                 |          |                |                                  |                                                                    |

| 14 października 2021 04:00 CEST | Salwador | 0:2(0:1)Raport | Meksyk · 30' Moreno · 90+3' (k.) Jiménez | Estadio Cuscatlán, San Salvador Sędzia: Drew Fischer |
|                                 |          |                |                                          |                                                      |

### 7. kolejka
| 12 listopada 2021 02:05 CET | Honduras · Elis 30' · Moya 59' | 2:3(1:0)raport | Panama · 77' Waterman · 81' Yanis · 85' Davis | Estadio Olímpico Metropolitano, San Pedro Sula Sędzia: Drew Fischer |
|                             |                                |                |                                               |                                                                     |

| 12 listopada 2021 03:00 CET | Salwador · Roldán 90' | 1:1(0:0)Raport | Jamajka · 82' Antonio | Estadio Cuscatlán, San Salvador Sędzia: José Raúl Torres Rivera |
|                             |                       |                |                       |                                                                 |

| 12 listopada 2021 03:05 CET | Kanada · David 57' | 1:0(0:0)Raport | Kostaryka | Commonwealth Stadium, Edmonton Sędzia: Ismail Elfath |
|                             |                    |                |           |                                                      |

| 12 listopada 2021 03:10 CET | Stany Zjednoczone · Pulisic 74' · McKennie 85' | 2:0(0:0)Raport | Meksyk | TQL Stadium, Cincinnati Sędzia: Iván Barton |
|                             |                                                |                |        |                                             |

### 8. kolejka
| 16 listopada 2021 23:00 CET | Jamajka · Antonio 22' | 1:1(1:1)Raport | Stany Zjednoczone · 11' Weah | Independence Park, Kingston Sędzia: Juan Calderón |
|                             |                       |                |                              |                                                   |

| 17 listopada 2021 02:05 CET | Kostaryka · Duarte 20' · Torres 90+5' | 2:1(1:1)Raport | Honduras · 35' Quioto | Stadion Narodowy Kostaryki Sędzia: Jair Marrufo |
|                             |                                       |                |                       |                                                 |

| 17 listopada 2021 02:05 CET | Panama · Waterman 50' · Góndola 52' | 2:1(0:0)Raport | Salwador · 1' Henríquez | Estadio Rommel Fernández, Panama Sędzia: Marco Ortíz |
|                             |                                     |                |                         |                                                      |

| 17 listopada 2021 03:05 CET | Kanada · Larin 45+2', 52' | 2:1(0:0)Raport | Meksyk · 90' Herrera | Commonwealth Stadium, Edmonton Sędzia: Mario Escobar |
|                             |                           |                |                      |                                                      |

### 9. kolejka
| 28 stycznia 2022 01:00 CET | Stany Zjednoczone · A. Robinson 52' | 1:0(0:0)Raport | Salwador | Lower.com Field, Columbus Widzów: 20 000 Sędzia: Bryan Amed Lopez Castellanos |
|                            |                                     |                |          |                                                                               |

| 28 stycznia 2022 01:00 CET | Jamajka · Johnson 50' | 1:2(0:0)Raport | Meksyk · 81' Martín · 83' Vega | Independence Park, Kingston Sędzia: Ismael Alexander Cornejo Melendez |
|                            |                       |                |                                |                                                                       |

| 28 stycznia 2022 02:05 CET | Honduras | 0:2(0:1)Raport | Kanada · 10' (sam.) Maldonado · 73' David | Estadio Olímpico Metropolitano, San Pedro Sula Sędzia: Daneion Parchment |
|                            |          |                |                                           |                                                                          |

| 28 stycznia 2022 03:05 CET | Kostaryka · Ruiz 65' | 1:0(0:0)Raport | Panama | Stadion Narodowy, San José Sędzia: Ismael Elfath |
|                            |                      |                |        |                                                  |

### 10. kolejka
| 30 stycznia 2022 21:05 CET | Kanada · Larin 7' · Adekugbe 90+5' | 2:0(1:0)Raport | Stany Zjednoczone | Tim Hortons Field, Hamilton Widzów: 12 000 Sędzia: Cesar Ramos |
|                            |                                    |                |                   |                                                                |

| 30 stycznia 2022 23:05 CET | Panama · Brown 43' (sam.) · Davis 51' · Ariano 69' | 3:2(1:1)Raport | Jamajka · 5' (k.) Antonio · 87' Gray | Estadio Rommel Fernández, Panama Sędzia: Selvin Brown |
|                            |                                                    |                |                                      |                                                       |

| 31 stycznia 2022 00:00 CET | Meksyk | 0:0(0:0)Raport | Kostaryka | Estadio Azteca, Meksyk Sędzia: Said Martínez |
|                            |        |                |           |                                              |

| 31 stycznia 2022 01:05 CET | Honduras | 0:2(0:1)Raport | Salwador · 35' Bonilla · 90+2' Cerén | Estadio Olímpico Metropolitano, San Pedro Sula Sędzia: Keylor Herrera |
|                            |          |                |                                      |                                                                       |

### 11. kolejka
| 3 lutego 2022 01:00 CET | Jamajka | 0:1(0:0)Raport | Kostaryka · 62' Campbell | Independence Park, Kingston Sędzia: Jair Marrufo |
|                         |         |                |                          |                                                  |

| 3 lutego 2022 02:30 CET | Stany Zjednoczone · McKennie 8' · Zimmerman 37' · Pulisic 67' | 3:0(2:0)Raport | Honduras | Allianz Field, Minnesota Sędzia: Oshane Nation |
|                         |                                                               |                |          |                                                |

| 3 lutego 2022 03:00 CET | Salwador | 0:2(0:0)Raport | Kanada · 66' Hutchinson · 90+3' David | Stadion Cuscatlán, San Salvador Sędzia: Armando Villarreal |
|                         |          |                |                                       |                                                            |

| 3 lutego 2022 04:00 CET | Meksyk · Jiménez 80' (k.) | 1:0(0:0)Raport | Panama | Estadio Azteca, Meksyk Sędzia: Iván Barton |
|                         |                           |                |        |                                            |

### 12. kolejka
| 25 marca 2022 00:05 CET | Jamajka · Gray 72' | 1:1(0:1)Raport | Salwador · 21' Zavaleta | Independence Park, Kingston Sędzia: Fernando Hernández Gómez |
|                         |                    |                |                         |                                                              |

| 25 marca 2022 02:05 CET | Panama · Blackburn 23' | 1:1(1:0)Raport | Honduras · 65' K. López | Estadio Rommel Fernández, Panama Sędzia: Ismail Elfath |
|                         |                        |                |                         |                                                        |

| 25 marca 2022 03:00 CET | Meksyk | 0:0(0:0)Raport | Stany Zjednoczone | Estadio Azteca, Meksyk Sędzia: Mario Escobar |
|                         |        |                |                   |                                              |

| 25 marca 2022 03:05 CET | Kostaryka · Borges 45+1' | 1:0(1:0)Raport | Kanada | Stadion Narodowy Kostaryki, San José Sędzia: Said Martínez |
|                         |                          |                |        |                                                            |

### 13. kolejka
| 27 marca 2022 22:05 CET | Kanada · Larin 13' · Buchanan 44' · Hoilett 83' · Mariappa 88' (o.g.) | 4:0(2:0)Raport | Jamajka | BMO Field, Toronto Sędzia: Fernando Guerrero |
|                         |                                                                       |                |         |                                              |

| 27 marca 2022 23:05 CET | Salwador · Gil 31' | 1:2(1:2)Raport | Kostaryka · Contreras 30' · Campbell 45+1' | Estadio Cuscatlán, San Salwador Sędzia: Daneon Parchment |
|                         |                    |                |                                            |                                                          |

| 28 marca 2022 01:00 CET | Stany Zjednoczone · Pulisic 17' (pen.), 45+4' (pen.), 65' · Arriola 23' · Ferreira 27' | 5:1(4:0)Raport | Panama · Godoy 86' | Exploria Stadium, Orlando Sędzia: Iván Barton |
|                         |                                                                                        |                |                    |                                               |

| 28 marca 2022 01:05 CET | Honduras | 0:1(0:0)Raport | Meksyk · Álvarez 70' | Estadio Olímpico Metropolitano, San Pedro Sula Widzów: 0 Sędzia: Armando Villarreal |
|                         |          |                |                      |                                                                                     |

### 14. kolejka
| 31 marca 2022 03:05 CET | Panama · Torres 49' | 1:0(0:0)Raport | Kanada | Estadio Rommel Fernández, Panama Sędzia: Jair Marrufo |
|                         |                     |                |        |                                                       |

| 31 marca 2022 03:05 CET | Jamajka · Bailey 39' (k.) · Morrison 45+2' | 2:1(2:1)Raport | Honduras · 18' (k.) Tejeda | Independence Park, Kingston Sędzia: Keylor Herrera |
|                         |                                            |                |                            |                                                    |

| 31 marca 2022 03:05 CET | Meksyk · Antuna 17' · Jiménez 43' (k.) | 2:0(2:0)Raport | Salwador | Estadio Azteca, Meksyk Sędzia: Oshane Nation |
|                         |                                        |                |          |                                              |

| 31 marca 2022 03:05 CET | Kostaryka · Vargas 51' · Contreras 59' | 2:0(0:0)Raport | Stany Zjednoczone | Stadion Narodowy Kostaryki, San José Sędzia: Drew Fischer |
|                         |                                        |                |                   |                                                           |

## Strzelcy
6 goli
- Cyle Larin

5 goli
- Jonathan David
- Christian Pulisic

4 gole
- Rolando Blackburn

3 gole
- Michail Antonio
- Tajon Buchanan
- Raúl Jiménez
- Cecilio Waterman
- Ricardo Pepi

2 gole
- Brayan Moya
- Andre Gray
- Shamar Nicholson
- Atiba Hutchinson
- Celso Borges
- Joel Campbell
- Anthony Contreras
- Bryan Ruiz
- Henry Martín
- Alexis Vega
- Eric Davis
- Aníbal Godoy
- Jairo Henríquez
- Brenden Aaronson
- Weston McKennie
- Antonee Robinson

1 gol
- Alberth Elis
- Alexander López
- Kevin López
- Romell Quioto
- Ángel Tejeda
- Leon Bailey
- Oniel Fisher
- Daniel Johnson
- Ravel Morrison
- Kemar Roofe
- Sam Adekugbe
- Alphonso Davies
- Junior Hoilett
- Jonathan Osorio
- Óscar Duarte
- Keysher Fuller
- Jimmy Marín
- Gerson Torres
- Juan Pablo Vargas
- Edson Álvarez
- Uriel Antuna
- Sebastián Córdova
- Jesús Corona
- Rogelio Funes Mori
- Héctor Herrera
- Hirving Lozano
- Héctor Moreno
- Orbelín Pineda
- Jorge Sánchez
- Andrés Andrade
- Azmahar Ariano
- Freddy Góndola
- Gabriel Torres
- César Yanis
- Nelson Bonilla
- Darwin Cerén
- Cristian Gil
- Enrico Hernández
- Alex Roldán
- Eriq Zavaleta
- Paul Arriola
- Sergiño Dest
- Jesús Ferreira
- Sebastian Lletget
- Timothy Weah
- Walker Zimmerman

Gole samobójcze
- Denil Maldonado (dla Kanady)
- Javain Brown (dla Panamy)
- Adrian Mariappa (dla Kanady)
- Leonel Moreira (dla Stanów Zjednoczonych)
- Michael Murillo (dla Kanady)